# HAL 9000

HAL 9000

HAL 9000 är skeppsdatorn i rymdskeppet Discovery One i romanen 2001 – En rymdodyssé av Arthur C. Clarke och filmen 2001 – Ett rymdäventyr av Stanley Kubrick, samt efterföljande böcker och filmer.
HAL byggdes av Dr. Chandra och bygger på avancerad artificiell intelligens. HAL är den som styr rymdskeppet Discovery och även kontrollerar hela dess funktion. För att kommunicera med HAL kan astronauterna ombord antingen använda vanliga tangentbord och bildskärmar, men de kan även tala med HAL, varvid denne svarar dem genom högtalare. Dels ger astronauterna kommandon och får upplysningar från HAL på detta sätt, men i och med HAL:s goda förmåga att förstå komplexa meningar och att emulera det mänskliga sättet att uttrycka sig, kan besättningen föra även sociala diskussioner med HAL. HAL talar med en lugn, något syntetisk röst (som i filmerna tillhör Douglas Rain). Överallt på hela Discovery finns videokameror uppmonterade, som gör att HAL även ser allt som händer ombord.
På rymdskeppets väg genom solsystemet drabbas HAL, på grund av tvetydiga instruktioner i sättet som rymdskeppets uppdrag definierats (något som framkommer i den andra boken/filmen), av något som kan liknas vid nervsammanbrott och börjar att döda skeppets besättning.
I filmerna får HAL till stor del representeras av sina kameror. Mot slutet av den första boken/filmen (2001) tvingas dock astronauten David Bowman att ta sig in i HAL:s kontrollcenter för att sätta datorn ur funktion och själv överta kontrollen över rymdskeppet. Det visar sig då att HAL är uppbyggd av modulära kristallblock, som i uppföljaren visar sig vara omprogrammerbara.
Parodier på HAL 9000 figurerar i både Simpsons och Futurama.
Asteroiden 9000 Hal som upptäcktes 1981, är uppkallad efter HAL.

## HAL och SAL
I boken 2010 – Andra rymdodyssén dyker en dator liknande HAL 9000 upp, kallad SAL 9000. SAL 9000 har kvinnlig röst som bryter på hindi, en accent hon har tagit upp efter sin närmaste arbetskamrat Dr. Chandra. 
Hon är HAL 9000:s tvilling och placerad på jorden. I filmen 2010 porträtteras hon röstvis av Candice Bergen.
I den andra boken i tetralogin, 2010 – Andra rymdodyssén, anklagas Dr. Chandra skämtsamt för att ha valt namnet HAL eftersom varje bokstav i denna förkortning ligger ett steg före i alfabetet i förhållande till dem som ingår i företagsnamnet IBM och att det skulle vara av skrytsamhet han valt dem. Dr. Chandra förklarar då mycket ilsket, att förkortningen står för Heuristically programmed ALgorithmic computer och ingenting annat. Vad SAL står för framkommer aldrig.
I början av 2010 – Andra rymdodyssén, inför att hon skall stängas av, ställer SAL 9000 frågan "Dr. Chandra, kommer jag att drömma?" och denne svarar "Så klart att du kommer. Alla intelligenta varelser drömmer. Ingen vet varför." När HAL 9000 senare i filmen ställer samma fråga, "Kommer jag att drömma?", svarar Dr. Chandra "Jag vet inte".